# Schaumburg (Illinois)
Schaumburg ist eine Gemeinde im Cook County und im DuPage County in Illinois. Das U.S. Census Bureau hat bei der Volkszählung 2020 eine Einwohnerzahl von 78.723 ermittelt. Schaumburg liegt etwa 45 Kilometer westlich der Innenstadt von Chicago und gehört zu dessen wohlhabendsten Vororten, dem sogenannten Golden Corridor. Der Ort stellt eine principal city der Metropolregion Chicago dar.

## Statistische Daten
2000 ermittelte die Volkszählung 75.386 Einwohner in der Stadt. Im Jahr 2005 reduzierte sich die Einwohnerzahl leicht auf 73.345. Die Unterlagen des United States Census Bureau weisen für Schaumburg eine Gesamtfläche von 49,5 km² aus, von denen 49,2 km² Landfläche und 0,3 km² beziehungsweise 0,63 % Wasserfläche sind. Damit ergibt sich eine Bevölkerungsdichte von 1.531,9 Einwohnern/km².
Die Stadt gehört zur Zentralen Zeitzone (CDT/CST), die um sechs Stunden, im Sommer fünf Stunden der Weltzeit nachgeht.

## Wirtschaft
In der Stadt befindet sich die Firmenzentrale der Firma Motorola, eine von zwei Niederlassungen von IKEA in Illinois und die US-Zentrale des deutschen Messgeräte- und CNC-Steuerungsherstellers HEIDENHAIN. Schaumburgs Entwicklung von einer ländlich geprägten Gemeinde zur Stadt begann mit Alfred Campanellis Entwicklungsplanung im Jahre 1959, die mit der Eröffnung der Woodfield Mall am 9. September 1971 vollendet wurde.
Mit der Woodfield Mall befindet sich in der Stadt die flächenmäßig fünftgrößte Einkaufsstraße der USA. Außerhalb der Stadt Chicago ist die Woodfield Mall das größte Einkaufszentrum im US-Staat Illinois. Der Einzelhandelsumsatz beträgt 2,93 Mrd. US$.
Das Software-Unternehmen Acresso Software, das die Installations-Software InstallShield vertreibt, hat in Schaumburg seinen Hauptsitz und betreibt hier ein Rechenzentrum.
Die Baseballmannschaft Schaumburg Flyers spielte von 1993 bis 2011 im Stadion Alexian Field in der Nähe des Elgin O'Hare Expressway in der US Northern League.
In der Stadt befindet sich die amerikanische Zentrale des internationalen japanischen Großserienmodellbahnherstellers KATO. Die angebotenen Eisenbahnmodelle sind in der Regel nach amerikanischen Vorbildern erschaffen und werden weltweit exportiert.

## Geschichte
Die Stadt wurde am 7. März 1956 gegründet, sie wurde jedoch schon weit früher besiedelt. Zuerst waren es Indianer von den Stämmen der Sauk, Fox, Potawatomi und Kickapoo, in der Mitte des 19. Jahrhunderts begann die Besiedlung durch deutsche Auswanderer und ehemalige Bewohner der östlicheren Bundesstaaten.
Der Überlieferung nach war Trumball Kent aus Oswego im Bundesstaat New York der erste Siedler. Kent, dokumentiert als ein Yankee, wie die Siedler aus den Neuengland-Staaten im Westen genannt wurden, legte seinen Hof im Nordosten des heutigen Stadtgebietes an. Ein weiterer „Yankee“ war Hoarace Williams, der ein größeres Stück Land besaß, aber in dem kleinen Weiler Palatine wohnte.

### Deutsche Besiedlung
Ernst Schween ließ sich im Jahre 1835 in der Nähe des alten Zentrums von Schaumburg nieder, das auch als Sarah’s Grove bekannt ist. Auch Johann Sunderlage aus Deutschland gehörte zu den ersten Siedlern. Nach der Überlieferung gehörte er zu den Landvermessern, die Cook County um 1833 vermessen hatten, es kann aber auch sein, dass er zu den Erforschern des Joliet Kanals gehörte. Die Gegend gefiel ihm, also holte er nach Abschluss des Projektes seine Familie und Freunde aus Deutschland und ließ sich um 1836 in der Gegend des Hoffman Estates in der Schaumburg Township nieder. Sein Haus ist noch unverändert vorhanden. Sunderlage und seine Familie hielten das Land bis zum Erlass des Bundesgesetzes über den Bodenerwerb im Jahre 1842 besetzt.
Sunderlage und Kent gehörten zu den erwähnenswerten Siedlern der ersten Zeit, 1840 gehörten 56 % der Haushalte im Township (Stadtgemeinde) zu Siedlern aus den östlichen Bundesstaaten, 28 % waren Auswanderer aus Deutschland. 1850 hatte sich das Verhältnis zu 28 % Siedlern aus den östlichen Bundesstaaten und 48 % Auswanderern aus Deutschland verschoben.
Im Jahr 1870 war die Stadtgemeinde Schaumburg vollständig von deutschen Einwanderern bewohnt. Die Grundbuchauszüge zeigen, dass der größte Teil des Gemeindegebietes deutschen Einwanderern und ihren Nachkommen gehörte. Dieses Verhältnis änderte sich auch kaum, da die meisten Siedler aus den östlichen Bundesstaaten wegen des Versprechens auf neue, noch unerschlossene Gebiete in den Great Plains noch weiter nach Westen zogen. Ihre Grundstücke in Schaumburg wurden dann von den deutschen Siedlern übernommen.
Das Township Schaumburg blieb größtenteils bis zur großen Wirtschaftskrise der 1930er Jahre im Eigentum der deutschen Einwanderer. In der Wirtschaftskrise kamen einige der deutschen Höfe zur Zwangsversteigerung und wurden von Firmen und nicht deutschsprachigen Bürgern erworben. Der deutsche Einfluss in der Region blieb jedoch bestehen, bis in die 1950er Jahre war Deutsch die Hauptsprache in den meisten Haushalten.
In der lutherischen St.-Peter-Gemeinde wurde bis in die 1970er Jahre der Gottesdienst auf Deutsch gefeiert. Heute ist diese Kirche, wie auch die zweite der Gemeinde, ein Museum. Der Gottesdienst wurde bis zur Vollendung des ersten Kirchengebäudes im Jahre 1847 im Geschäft von Rohlwing-Fenz an der südwestlichen Kreuzung der Schaumburg Road und der Roselle Road gefeiert. Der Pfarrer Francis Hoffmann musste für den Gottesdienst aus der Gegend um Bensenville herüberkommen. Er wurde später Vizegouverneur von Illinois und zog nach Aufgabe seines Amtes nach Wisconsin, wo er eine Versuchsfarm betrieb und eine deutschsprachige Zeitschrift über landwirtschaftliche Belange herausgab. Die Familien Quindel, Winkelhake, Moeller, Fenz, Kastning, Lichthardt, Meyer, Rohlwing, Thies, Scheiderling und Freise sind ebenfalls um 1840 bereits in Schaumburg ansässig gewesen.

#### Herkunft des Namens
Das Township Schaumburg hieß ursprünglich Sarah’s Grove, dieser Name kann auf das Waldgebiet im Nordwesten des Gemeindegebietes zurückgeführt werden, das nach drei jungen Damen benannt ist, deren Familien in der Nähe dieses Waldgebietes lebten, Sarah McChesney, Sarah Frisbe und Sarah Smith. Dieser Name war nie offiziell, wird aber in allen Schriftstücken auf diese Familien zurückgeführt. Bis ins Jahr 1851 war der offizielle Name Township 41, in der Gemeindeversammlung im Jahre 1850 wurden von den anwesenden Bürgern die Namen Lutherville und Lutherburg vorgeschlagen. Ein bekannter deutscher Siedler, Friedrich Heinrich Nerge aus Reinsdorf, schlug während der Versammlung mit der Faust auf den Tisch und sprach „Schaumburg schall et heiten!“ (Schaumburg soll es heißen). Diese Aussage gab die einhellige Meinung über den zu wählenden offiziellen Namen wieder.
Der Name leitet sich aus dem Schaumburger Land und der namengebenden Burg Schaumburg ab, woher viele der neuen Siedler kamen. Die Mehrheit der deutschen Siedler stammte zwar aus den Gebieten Hessen-Kassel und aus dem Raum Hannover, aber die Siedler aus Schaumburg-Lippe hatten in Gemeindeangelegenheiten offensichtlich den größeren Einfluss, zumal der östliche Teil der alten Grafschaft Schaumburg seit 1640 ein Teil von Hessen-Kassel geworden war.

### Erste Jahre
Das Township Schaumburg war in den ersten Jahren sehr erfolgreich, der Haupterwerbszweig war die Landwirtschaft mit Kartoffelanbau, Milchwirtschaft und Viehzucht. Das Land verfügte über große Wiesen in einer weitgehend unbewirtschafteten Landschaft. Das Vorkommen an Wildtieren wie Gänsen, Enten, Wachteln, Präriehühnern, Kaninchen, Fasanen und Rotwild war erheblich.
Im Jahre 1858 wurde ein Marktplatz an der heutigen Kreuzung der Schaumburg Road und Roselle Road eingerichtet, dieser Marktplatz Schaumburg Centre wurde zum Geschäftsbezirk für die umliegenden landwirtschaftlichen Betriebe. Es gab zwei Geschäfte (General Store), vier Käsereien, einen Schuster, einen Schneider, einen Wagenmacher und einen Hufschmied.
Die Wirtschaft entwickelte sich besonders gut in der nordöstlichen Region von Illinois im Tal des Fox River und an den wichtigen Eisenbahnstrecken. Da aber keiner dieser Transportwege Schaumburg direkt berührte, blieb die Stadt relativ isoliert. Es gab nur wenige Straßen, und die waren wegen des Wetters oft nicht passierbar. Um den Markt zu erreichen, mussten die Landwirte oft 27 Meilen mit Ochsen- oder Pferdegespann nach Chicago zurücklegen, das zu jener Zeit aber auch nur ungefähr 35.000 Einwohner hatte.
Um 1900, in einer Zeit, in der sich das deutsche Nationalbewusstsein verstärkt hatte, erschien eine Festschrift zum 50-jährigen Jubiläum der Besiedlung, darin war folgender Absatz zu lesen: „Wie eine bedeutende englischsprachige Tageszeitung schreibt, hat Schaumburg den Ruf, eine Mustergemeinde im Cook County zu sein. Schaumburg ist ein Beispiel für alle Gemeinden im Cook County und auch in anderen Gegenden. Schaumburg zahlt seine Steuern pünktlich, es unterstützt Kirchen und Schulen, es hat die besten Straßen im Lande und es hat nie ein Gefängnis benötigt. Es ist eine Stadt nicht nur für die Siedler, sondern auch für die Ausländer.“
Im Jahre 1925 hat sich der Gründer einer der größten Fabriken für Glücksspielautomaten in den Vereinigten Staaten, Ode D. Jennings (1874–1953) in Schaumburg niedergelassen. Nach seinem Tod gingen sein Haus und der umgebende Park in das Eigentum der Stadt über, die ihr Rathaus bis 1971 in diesem Haus untergebracht hatte.

### Entwicklung nach dem Zweiten Weltkrieg
Mit der Entwicklung des Automobils zum Massenverkehrsmittel war die Isolierung der Stadt beendet. Für viele Techniker und Geschäftsleute der Pure Oil Company, die im Rahmen der beiden Projekte
- Erweiterung des Chicago O’Hare International Airport zu einem internationalen Großflughafen im Jahre 1955 und
- des Baus des Northwest Tollway durch das landwirtschaftlich genutzte Gebiet im Jahre 1956 in diese Gegend umzogen, erwies sich Schaumburg als ideales Wohngebiet.

Im Jahr 1956 wurde die heute als Schaumburg Centre bezeichnete Gegend Teil der Gemeinde, damals bestand der Ort aus 130 Einwohnern und war 5,2 km² (2 Quadratmeilen) groß.
Die Stadtrechte ermöglichten ab 1956 eine bessere Einflussnahme auf Entwicklung und Wachstum der Stadt. Den ersten Bürgermeistern gebührt die Anerkennung, dass ihre weitsichtige Planung ein späteres wirtschaftliches Wachstum ermöglichte. Der ursprüngliche, in der Stadtversammlung im Jahre 1961 angenommene Entwicklungsplan sah große Flächen für Industriegebiete, Einkaufszentren und Bürogebäude vor. Das Wachstum auf diesen Gebieten hat die Stadt zu einem großen Arbeitgeber der Gegend und zum zweitgrößten Einzelhandelsgebiet des Staates Illinois werden lassen.
Schaumburgs Wachstum in den 1960er Jahren veränderte den Charakter der Gemeinde wesentlich, es war keine ruhige, ländliche Gemeinde mehr. Im Jahre 1959 begann Alfred Campanelli mit dem Bau des ersten großen Wohngebietes in der Stadt, heute unter dem Namen Weathersfield bekannt. Verteilt über zwei Jahrzehnte wurden in diesen Wohngebieten mehrere Tausend Einfamilienhäuser in 22 Bauabschnitten errichtet. Campanelli ließ mehr als 6.800 Häuser bauen, das entspricht ungefähr 20 % des Gesamtbestandes. Im Jahre 1967 wurde das International Village Apartment als Schaumburgs erstes Mehrfamilienhaus eröffnet. In den folgenden Jahren verlegte Motorola seinen Firmensitz in die Gemeinde, direkt am Northwest Tollway.
In den 1970er Jahren setzte sich das Wachstum des vergangenen Jahrzehnts fort. 1970 hatte die Stadt 18.730 Einwohner. In diesem Jahr wurde auch die zweite Schnellstraße, die Interstate 290, an der östlichen Gemeindegrenze freigegeben. Damit wurde eine weitere Zugangsstraße nach Chicago geschaffen und verbesserte nach Meinung vieler Stadtplaner die Möglichkeiten der Stadt. Im folgenden Jahr wurde das Einkaufszentrum Woodfield Mall in Schaumburg eröffnet. In den darauf folgenden Jahren entwickelte sich in der Stadt der Einzelhandel, Industrie, Wohnungsbau und die Verwaltung überdurchschnittlich.
Im Jahre 1978 beschloss die Stadtversammlung offiziell den neuen Stadtbezirk Old Schaumburg Centre, damit der historische Charakter des Gebietes an der Kreuzung Schaumburg und Roselle Road erhalten werden kann. Dieserhalb prüft die 1978 beschlossene Old Schaumburg Centre Kommission Pläne für Neubauten und Restaurierungsprojekte in diesem Stadtbezirk.
1980 war Schaumburg auf eine Größe von 47,4 km² (18,3 Quadratmeilen) Gesamtfläche und 53.305 Einwohner gewachsen. In der ersten Hälfte der 1980er Jahre konzentrierte sich die Entwicklung auf Bürogebäude für Großunternehmen und das wachsende Woodfield Regional Center an der Golf Road. Die späten 1980er Jahre waren gekennzeichnet durch ein starkes Wachstum der kleineren Industrieunternehmen und Lagerhäuser in den Industrie- und Gewerbegebieten im Nordosten und Südwesten der Stadt. Auch die großen Industrieunternehmen, Einzelhändler und Hotels entwickelten sich gut in den späten 1980er Jahren. Schaumburgs Stadtteil Edge City wurde in Joel Garreaus Buch 1991 als ein Stadtteil beschrieben, der die neue Form der Stadtentwicklung mit dichter Konzentration von Arbeitsplätzen außerhalb der bisherigen innerstädtischen Bürogebäude bestätigt.

### 1990 – 1999

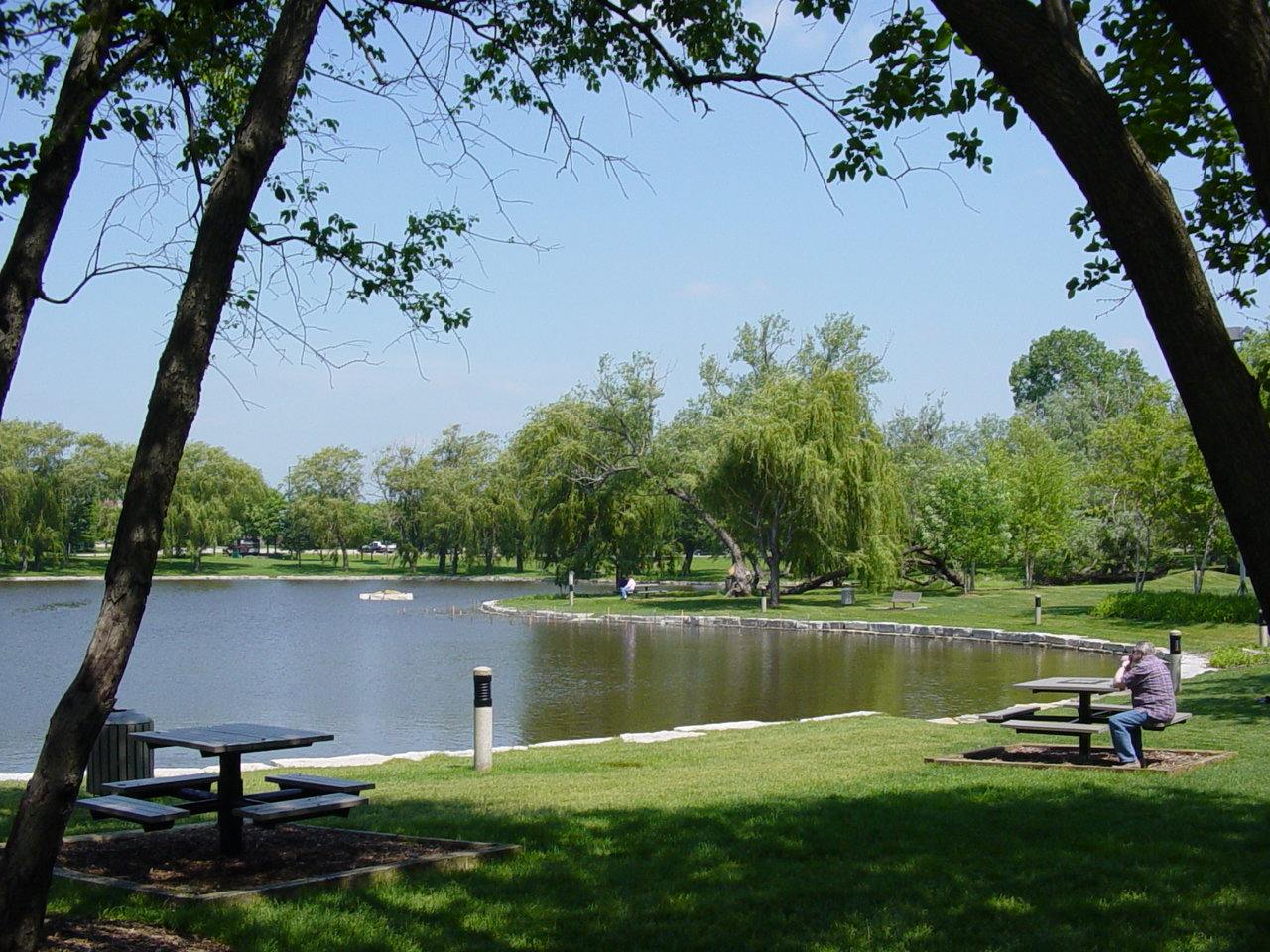
Lakeside, Schaumburg Prairie Center for the Arts

Zu Beginn der 1990er Jahre nahm die Bevölkerung in Schaumburg in geringerem Ausmaße zu, weil nur noch wenige ungenutzte Baugebiete ausgewiesen waren. 1990 war die Bevölkerung auf 68.586 Bewohner angewachsen, 15.281 mehr als 1980. Obwohl das eine beeindruckende Zuwachsrate ist, war es offensichtlich, dass sich Schaumburg den Grenzen des Wohngebietsausbaus näherte und zukünftige Zuwächse kleiner ausfallen würden.
Die Entwicklung bei den Verwaltungsgebäuden hat sich in den 1990er Jahren abgeschwächt. Der einst boomende Markt ist durch das große Angebot an vermietbarer Bürofläche in den nordwestlichen Stadtteilen und der begrenzten Nachfrage der Finanzdienstleistungs-, Versicherungs- und Immobilienbranche in sich zusammengebrochen. Im Gegensatz dazu hat sich der Einzelhandel gut entwickelt und weist Zuwächse auf. Seit 1990 hat sich in Schaumburg das Angebot an Gewerbeflächen inklusive einiger für den Einzelhandel vorgesehenen Objekte um 185.000 m² vergrößert. Der Schaumburg Place One, nach dem Umbau auch unter dem Namen „Streets of Woodfield“ bekannt, und das Woodfield Village Green wurden in den frühen 1990er Jahren errichtet. Eine glänzende Zukunft zeichnete sich auch für die Erweiterung der Woodfield Mall ab, die um etwa 45.000 m² oder 500.000 Quadratfuß Gewerbefläche vergrößert wurde, um das Kaufhaus „Nordstrom“ und etliche andere Einzelhändler aufzunehmen. Der Möbelhandelskonzern IKEA eröffnete in den späten 1990er Jahren ein Kaufhaus mit etwa 42.500 m² beziehungsweise 458.000 Quadratfuß Verkaufsfläche im Woodfield Regional Center.
In der Mitte der 1990er Jahre machte sich auch der Einfluss von Restaurantketten bemerkbar, Pizzeria Uno, Outback Steakhouse, Chevy’s, Boston Market, Champps, Chandlers, Hooters, Rainforest Cafe, Joe’s Crab Shack und Maggiano’s eröffneten in diesem Zeitraum Restaurants in Schaumburg.
Im Herbst des Jahres 1993 wurde der Elgin-O’Hare Expressway freigegeben. Diese Schnellstraße verbindet Schaumburg mit den benachbarten Gemeinden im Südwesten und über die Interstate 290 mit denen im Südosten. Er stellt auch eine bequeme Verbindung zum Spectrum Industrial Park und dem nahegelegenen Schaumburg Regional Airport dar, den die Stadt nach dem Erwerb im Jahr 1994 seit 1995 erweitert.
Die Stadt hat 1995 den Kauf des Town Square Einkaufszentrums abgeschlossen, um eine weitgehende Umgestaltung des Gebietes zu ermöglichen. Das etwa 110.000 m² große Gelände südwestlich der Kreuzung Schaumburg Road und Roselle Road wurde in verschiedene Entwicklungsabschnitte unterteilt, in denen Einzelhändler, darunter auch die Firma Dominicks, Restaurants, die Stadtbücherei und ein Theater neue Räumlichkeiten fanden. Mit diesem Umbau soll der historische Charakter des alten Stadtzentrums Old Schaumburg Centre mit dem Park und seinen Gebäuden in der Architektur vom Ende des 19. und Beginn des 20. Jahrhunderts als attraktives, zu Fuß erreichbares Gebiet für die Bevölkerung erhalten bleiben.
Seit dem Frühjahr 1999 hat die Stadt ein Baseballteam, das in einer der unteren Klassen der Liga spielt. Das für 7000 Zuschauer ausgelegte Stadion Alexian Field wurde gemeinschaftlich mit dem Schaumburg Park District nördlich der Bahnanlagen errichtet. Die Schaumburg Flyers, eine Mannschaft der unabhängigen Northern League, trägt in diesem Stadion ihre Heimspiele aus.

### 2000 – 2006

#### Schaumburg Hotel & Convention Center
Im Jahr 2000 wurde ein etwa 180.000 m² großes Grundstück nordöstlich der Interstate 90 (Northwest Tollway) und der Meacham Road durch die Stadt erworben. Damit sollte das letzte größere Grundstück für ein Messezentrum, ein Hotel oder ein Tanztheater gesichert werden.
Im Juli 2004 erfolgte der erste Spatenstich auf diesem Gelände für ein Hotel und das Schaumburg Hotel & Convention Center. Der gemischt genutzte Komplex wurde am 29. Juli 2006 eröffnet und besteht aus dem Messezentrum mit mehr als 30.000 m² Ausstellungsfläche und einem Hotel mit 500 Räumen.

#### 50 Jahre Stadtrechte
Schaumburg hat den 50. Jahrestag der Verleihung der Stadtrechte erreicht und setzt sein Wachstum fort, wenn auch auf einer niedrigeren Niveau als in den vorherigen Jahren. Bei einer Bevölkerung von 75.386 Einwohnern im Jahre 2000 wird nur noch eine geringe Zunahme an Wohnraum für Alleinstehende und größere Familien erwartet, da es kaum noch freies Bauland gibt. Büroflächen im Woodfield Regional Center werden nach einem Jahrzehnt des Stillstands seit 1997 vermehrt nachgefragt. Ungefähr 600.000 m² Bürofläche sind in den letzten fünf Jahren im Woodfield Regional Center neu entstanden.
Die Industriegebiete haben sich in den 1990er Jahren auch stetig weiter entwickelt, besonders aber in der wirtschaftlichen Aufschwungphase der Jahre 1996 und 1997. Der überwiegende Teil der Industrieansiedlungen wird im Spectrum Industrial Park, im Woodfield Business Center und im Copley Center erwartet. Zukünftige Restrukturierungsmaßnahmen sollten sich auch um den vorgesehenen Haltepunkt an der Suburban Transit Access Route (STAR Line) erstrecken, der südlich der Walden International PUD und nördlich von IKEA und dem Windy Point Büropark entlang des Northwest Tollway vorgesehen ist.

## Bevölkerungsstatistik
Nach der Volkszählung im Jahr 2010 lebten 74.227 Einwohner in 31.539 Haushalten und 19.363 Familien in der Stadt. Die Bevölkerungsdichte betrug 1481,6/km². Es gab 33.610 Wohneinheiten, was einer Bebauungsdichte von 690,9/km² entsprach.
Die Bevölkerung teilte sich auf in 70,4 % Weiße, 4,2 % Afroamerikaner, 19,8 % Asiaten, 0,2 %
amerikanische Ureinwohner, 0,03 % Pazifische Insulaner und 2,8 % andere. 2,4 % gaben an, von mindestens zwei dieser Gruppen abzustammen. Unabhängig von der ethnischen Zugehörigkeit waren 8,8 % Hispanics oder Latinos.
In 28,6 % der 31.539 Haushalte lebten Kinder unter 18 Jahren, in 48,8 % lebten verheiratete Ehepaare, 9,3 % waren alleinerziehende Mütter und 38,6 % waren Alleinstehend, davon waren 9,3 % älter als 65 Jahre. Die durchschnittliche Haushaltsgröße betrug 2,34 Personen, die durchschnittliche Familiengröße 3,02 Personen.
20,4 % der Bevölkerung waren Kinder unter 18 Jahren, 7,7 % zwischen 18 und 24 Jahren, 32,3 % zwischen 25 und 44 Jahre alt, 27,5 % zwischen 45 und 64 Jahre alt und 12,3 % älter als 65 Jahre. Das Durchschnittsalter betrug 37,8 Jahre. Je 100 weiblichen Bürgern standen 93,4 männliche Bürger gegenüber. Bei den Einwohnern unter 18 Jahren war das Verhältnis 100 Frauen zu 90,3 Männern.
Im Jahre 2011 betrug das durchschnittliche Einkommen pro Haushalt 66.553 USD, das jährliche Familieneinkommen betrug 84.931 USD.
Das Durchschnittseinkommen der Männer lag bei 60.414 USD, das der Frauen bei 36.108 USD.
Das Pro-Kopf-Einkommen in der Stadt betrug 31.586 USD. Rund 5,2 % der Familien und 8,1 % der Bevölkerung lebten unterhalb der Armutsgrenze, darunter waren 10,1 % unter 18 Jahre alt und 4,9 % über 65 Jahre alt.

## Architektur
Es gibt zurzeit 13 Hochhäuser in der Stadt mit 12 oder mehr Geschossen. Die größten Gebäude sind die beiden gleich großen Zürich Tower mit einer Höhe von jeweils ungefähr 82 m. Der neue Höhepunkt ist jedoch das Renaissance Schaumburg Hotel, das sich in der Nähe des Messezentrums befindet. 1968 wurde die Schaumburg Space Needle (deutsch: „Schaumburger Weltallnadel“) von dem Architekten Lee M. Romano vorgeschlagen. Das Gebäude sollte mit 113 Stockwerken ähnlich wie das Aon Building im Zentrum von Chicago aussehen und höher als der Willis Tower werden, es wurde aber nie gebaut.

## Bildung
Fünf öffentliche Grundschulen (elementary school) und Mittelschulen (Junior High School) in Schaumburg werden von dem Community Consolidated School District 54 betrieben. Diese Schulen werden aus dem Aufkommen der Verkaufssteuern der vielen Einzelhändler in Schaumburg bezahlt. Schaumburg selbst erhebt im Gegensatz zum Cook County keine Steuern auf das Wohneigentum seiner Bürger.
Schaumburg gehört zum Township High School District 211, in dem sich drei High Schools (Gesamtschulen) befinden, an denen Schaumburger Schüler lernen, das sind die Schaumburg High School, die Hoffmann Estates High School und die James B. Conant High School, die letzten beiden befinden sich in Hoffman Estates, Illinois.
In Schaumburg befindet sich auch der Schaumburg Campus des Illinois Institute of Art.
Die Schaumburg Township District Library ist die zweitgrößte Bibliothek in Illinois.
Schaumburg ist Sitz der American Veterinary Medical Association.

## Berühmte Söhne und Töchter der Stadt
- Trumbull Kent, lokalgeschichtlich berühmt als erster dokumentierter Siedler (1835).
- Johann Sunderlage, lokalgeschichtlich berühmt als Siedler (1836), dessen Haus im Originalzustand erhalten ist.
- Alfred Campanelli (* 9. Juli 1925, † 9. April 2003) und Francis Campanelli waren die Entwickler der ersten Vorstadtsiedlungshaustypen und bauten ab 1959 die Mehrzahl der heute sogenannten „original homes“ in Schaumburg. Nach Francis Campanelli ist die Campanelli School benannt.
- Paul Justin (* 19. Mai 1968), American-Football-Spieler.
- Kurt Kittner (* 23. Januar 1980), American-Football-Spieler.
- Shannon Fitzhugh (* 19. September 1981), American-Football-Spieler.
- Michael Roark (* 1983), Schauspieler.
- Jessica Lu (* 18. April 1985), Schauspielerin.
- Jenny Perret (* 23. Dezember 1991), Schweizer Curlerin.
- Chris Mueller (* 29. August 1996), Fußballspieler.